# Supernova (группа, Чили)
Supernova — чилийская поп-группа.
Представляла собой трио девушек подросткового возраста. История группы делится на два этапа:
1. оригинальный состав, продержавшийся с 1999 по 2001 год, составляли Констанца (Кони) Левин, Элиса Монтес и Консуэло (Чи-Ка) Эдвардс;
2. второй состав, в котором группа выступала с 2001 по 2003 годы, составляли Клаудия Гонсалес, Констанца (Кони) Люэр и Сабина Одоне.

В каждом из составов группа записала по одному студийному альбому. Первый, озаглавленный Supernova, продался в 45 тысячах экземпляров и достиг двойного платинового статуса. Второй, Retráctate, был номинирован на «Латинскую Грэмми» в категории «Лучший вокальный поп-альбом, дуэт или группа».

## История
Сайт AllMusic рассказывает:

В 1997 году чилийский журналист и бывший продюсер [групп] Christianes, Shogun и Venus Кристиан Хейне познакомился с участником латинской поп-группы Glup! Коко Стамбуком (из города Осорно на юге [Чили]). Вдохновлённые растущей популярностью тин-попа [...], они основали продюсерскую команду под названием «Пакман» (Packman).

Собранное ими трио Supernova в оригинале состояло из Кони Льюис, Элисы Монтес и Чики Эдвардс. Трио достигло успеха в чилийских чартах с песней «Maldito amor» (2000) и ещё несколькими песнями, вошедшими в альбом Supernova (1999).
В 2001 году группа распалась.
Затем был собран второй состав, включавший Кони Люэр, Клаудию Гонсалес и Сабину Одоне. Альбом Retráctate, который они записали, был номинирован на «Латинскую Грэмми».
Надо отметить, что, вдохновлённые успехом своей гёрл-группы, в 2000 году «Пакман» собрали ещё и бойбэнд. Он тоже представлял собой трио,  назывался Stereo 3, и тоже стал сенсацией в своей стране (в Чили).

## Дискография
См. стр. «Supernova (Chilean band)#Discography» в английском разделе.

### Альбомы
- Supernova (1999)
- Retráctate (2002)

## Премии и номинации
| Год  | Премия           | Номинированная работа | Номинация                                    | Результат | Ист.  |
| ---- | ---------------- | --------------------- | -------------------------------------------- | --------- | ----- |
| 2002 | Латинская Грэмми | Retráctate            | Лучший вокальный поп-альбом, дуэт или группа | Номинация | [ 1 ] |